# جی‌فورس

نماد سری جی‌فورس از سال ۲۰۰۷ تاکنون

جی‌فورس یکی از چیپ‌ست‌های گرافیکی محصول شرکت ان‌ویدیا است.که از سال ۱۹۹۹منتشر شده‌است.

## سری‌ها
- جی‌فورس ۲۵۶
- جی‌فورس ۲(معرفی شده در آوریل ۲۰۰۰)
- جی‌فورس ۳(معرفی شده در فوریه ۲۰۰۱)
- جی‌فورس ۴(معرفی شده در فوریه ۲۰۰۲)
- جی‌فورس FX(معرفی شده در نوامبر ۲۰۰۲)
- جی‌فورس ۶(معرفی شده در آوریل ۲۰۰۴)
- جی‌فورس ۷(معرفی شده در ژوئن ۲۰۰۵)
- جی‌فورس ۸(معرفی شده در ۸ نوامبر ۲۰۰۶)
- جی‌فورس ۹[۳]
- جی‌فورس ۱۰
- جی‌فورس ۲۰
- جی‌فورس ۱۶
- جی‌فورس ۲۰ سوپر مجموعه
- سری‌های جی‌فورس ۶۰۰
- سری جی‌فورس ۷۰۰
- سری جی‌فورس ۹۰۰